# Algar dos Burros
O Algar dos Burros é uma gruta portuguesa localizada na freguesia das Ribeiras, concelho das Lajes do Pico, ilha do Pico, arquipélago dos Açores.
Esta cavidade apresenta uma geomorfologia de origem vulcânica em forma de algar de Planalto. Apresenta um comprimento de 42 m. e uma profundidade de 22.